# イーオンホールディングス
株式会社イーオンホールディングス（英: AEON HOLDINGS CORPORATION）は、英会話教室をはじめとする日本に約349校展開している企業グループを統括するKDDIグループの持株会社（中間持株会社）である。
以前は英会話のみを扱っていたが、2004年から中国語学校･ハオ中国語アカデミーを開校。傘下に「英会話のイーオン」を展開する株式会社イーオンがあり、全国251校の英会話教室「イーオン」「イーオンキッズ」を擁する。

## 概要
発祥は1973年徳島市西新町の英会話教室「アンビック」である（現在はビルに痕跡を残すだけである）。
2014年1月1日に（旧）株式会社イーオンは株式会社イーオンホールディングスに商号変更し、全国に3社あった地域子会社を統合した会社の商号を株式会社イーオンとした。
教室の開校ペースは慎重なものの、留学ジャーナルを子会社化したり、子供をターゲットとしたアミティー、中国語学校：ハオ中国語アカデミーの運営など積極的な面も多い。
2017年11月22日、KDDIは2018年1月22日にイーオンホールディングスの全株式を取得することを発表。

## 沿革
- 1973年 - 有限会社アンビックとして創業
- 1976年 - オリジナル教材開発スタート
- 1983年 - 西日本研修センター開設。
- 1985年 - イーオン独自のL&Aメソッド開発
- 1986年 - ホームステイ、語学留学部門開設
- 1987年 - 東日本研修センター開設。
- 1989年 - C.I.導入、「イーオン」に社名変更。
- 1993年 - 全国外国語教育振興協会加盟。
- 1999年 - NTTソフトウェア株式会社と合弁で、株式会社イーオン・ネット・コミュニケーションズを設立。電話を使ったレッスンを開始。
- 2001年 - テレフォンレッスンで仏・西・伊・中・韓国語の電話レッスンを開始。
- 2002年 - インターネット上でのオンラインリアルタイム英語教育のサービス開始「AEON Net Campus」。
- 2003年 - 旧株式会社ICS国際文化教育センターを子会社化し、社名を「留学ジャーナル」とする。
- 2004年 - 中国語学校・ハオ中国語アカデミーを開校。
- 2005年 - 西日本研修センターを移築し、イーオン西日本研修センタービルとして竣工。
- 2007年 - プライバシーマークを取得。
- 2010年 - 前受金信託保全制度を開始。
- 2014年 - 「イーオンホールディングス」に社名変更。地域子会社の株式会社イーオン・イースト・ジャパンが、株式会社イーオン・セントラル・ジャパン、株式会社イーオン・ウエスト・ジャパンを合併するとともに、株式会社イーオン語学教育研究所の英会話関連事業を継承し、株式会社イーオンに商号変更。読売中高生新聞の学習面に英語関連の記事を掲載。
- 2016年 - 読売KODOMO新聞の学習面に英会話関連の記事を掲載。
- 2018年 - KDDIがイーオンホールディングスの全株式を取得し、同社の傘下に入る。
- 2021年 - 7月1日付で、株式会社イーオンを存続会社、株式会社アミティーを消滅会社とする吸収合併により、株式会社アミティーは消滅し、株式会社イーオンの中の一つの事業部となった。

## 授業形態

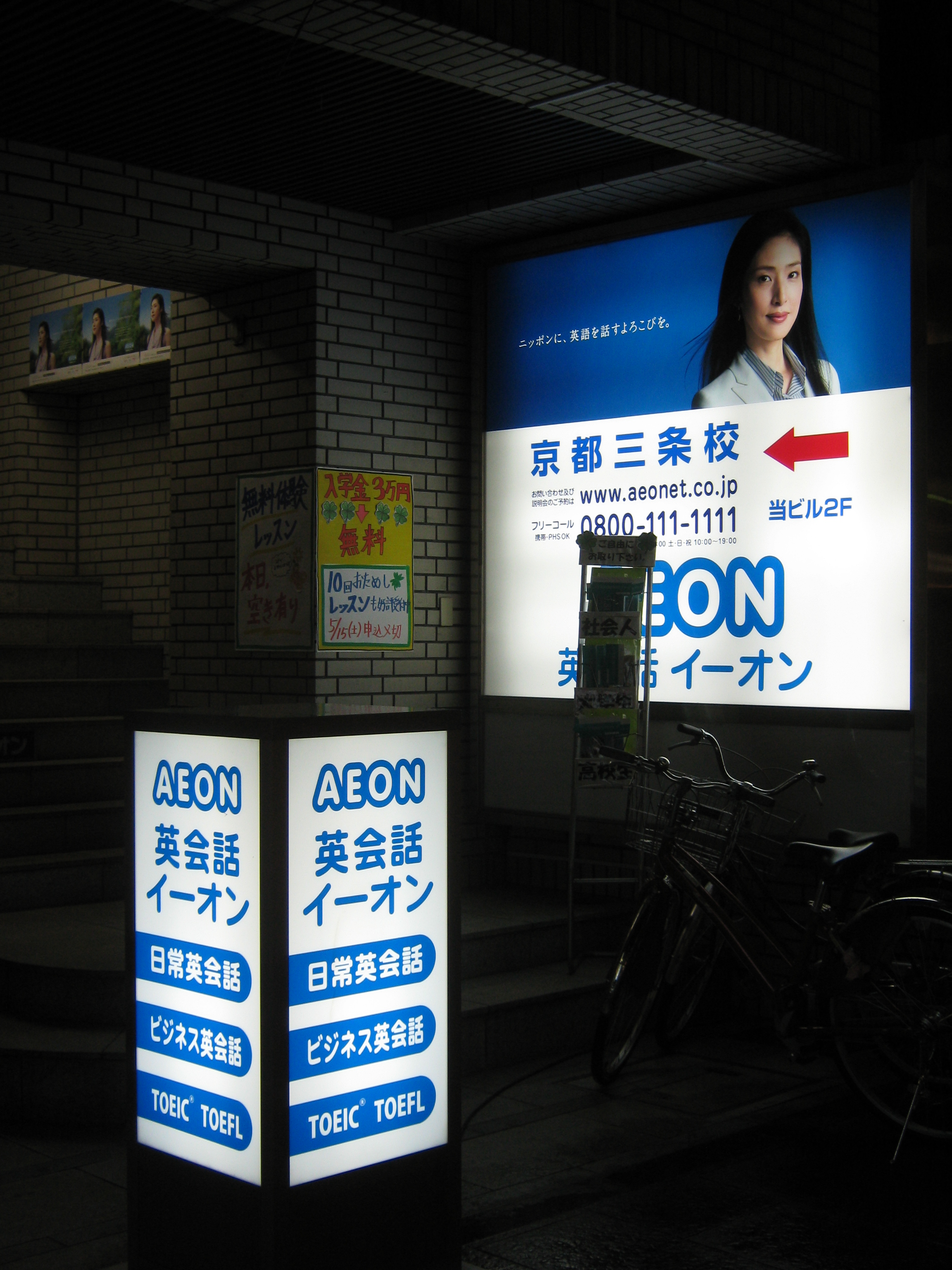
店舗例、イーオン京都三条校、京都市中京区

- Acquisitionレッスン
- L&A Lightレッスン
- プライベートレッスン
- 資格コース
- オンラインレッスン

## ロゴ
以前はロゴが「ÆON」だったが、同様に表記する流通大手のイオン（資本・人材・歴史を含め一切無関係）との混同を招いていたことから、現在は合字の「Æ」を使わない「AEON」の表記としている。ただし、岡山市の本社などの看板では「ÆON」ロゴが継続して使われている。

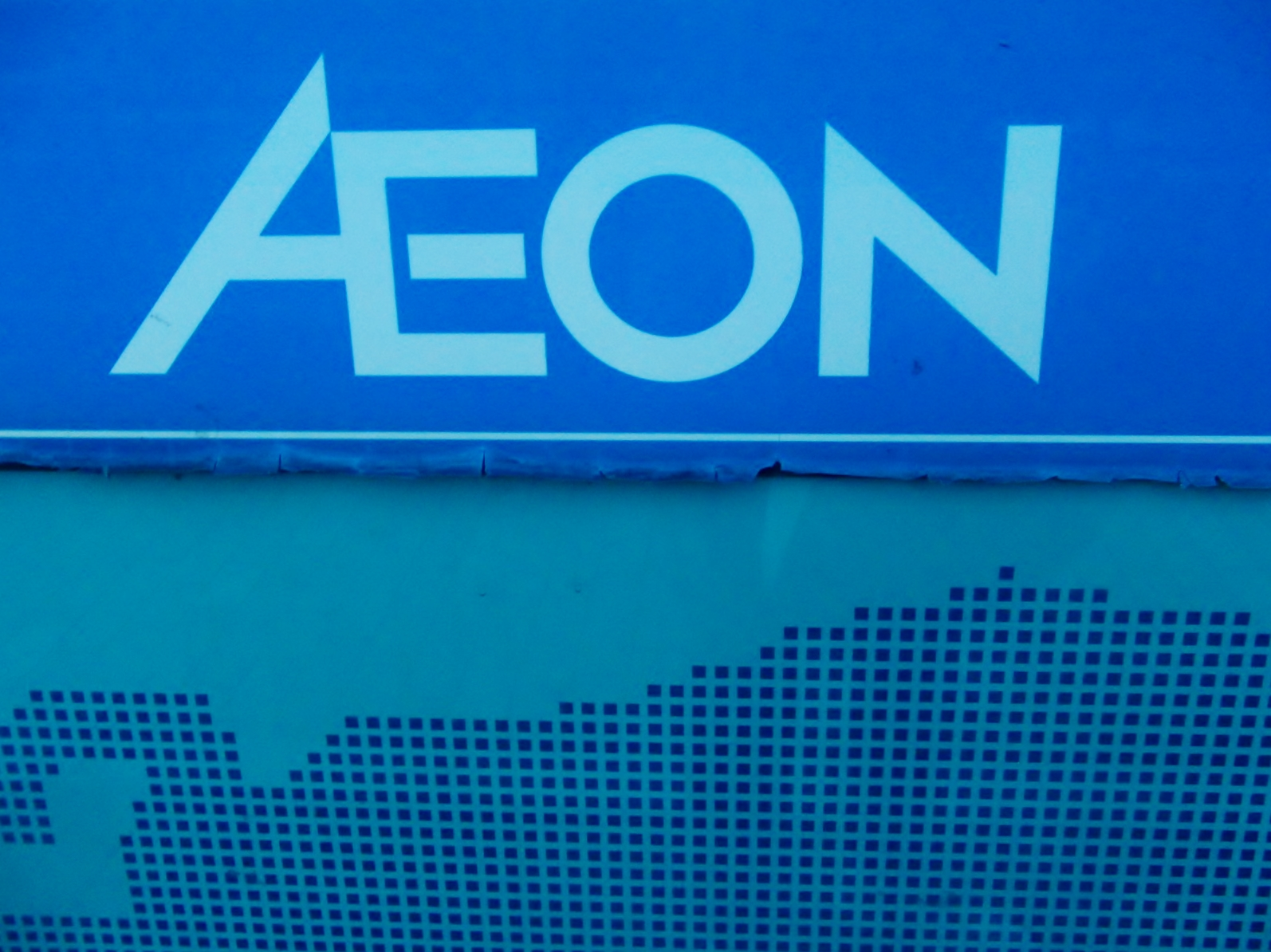
旧ロゴ

## グループ会社
- 株式会社イーオン
- 株式会社アミティー
- 株式会社留学ジャーナル
- 株式会社mpi松香フォニックス
- 株式会社ハオ中国語アカデミー
- 株式会社インターカルト日本語学校
- AEON Intercultural USA Corporation

## 不祥事
2011年6月、同年3月からイーオンのグループ企業であるアミティー金沢校に講師として勤務していた22歳の女性が飛び降り自殺した。金沢労働基準監督署の調査によると、女性は上司から「仕事の段取りが悪すぎる」と叱責され、レッスン用教材の作成など大量の持ち帰り残業を余儀なくされており、推計82時間の持ち帰り残業時間を含めると月の残業時間は111時間を超えていたという。女性は自殺前に「毎日3時間睡眠ぐらいで戦っている」などと友人にメールで窮状を訴えていた。金沢労基署は女性が長時間労働でうつ病を発症したものと判断し、2014年5月に労災を認定した。アミティーは「亡くなった社員にはお悔やみ申し上げます。社員の業務軽減に努めたい」とコメントした。2015年9月、亡くなった女性の両親がアミティーに慰謝料など約9100万円の損害賠償を求め、大阪地裁に提訴した。2016年12月、大阪地裁の調停によると、アミティーが遺族に謝罪し、4300万円の解決金を支払う。
このような不祥事があったにもかかわらず、それ以降も株式会社アミティーではレッスンにて使用するオリジナルの補助教材の作成を、各校に配属されている講師達に自己負担で行わせている。教材費等は会社経費として負担されず、また業務で使用するホワイトボードのペンやクリップ、ボールペンといった備品なども一切会社からは交付されない。
その他の労働環境について、株式会社アミティーは2019年には有給平均取得数10.0日、月平均所定外労働時間も1時間という実績を公表している。
しかし、実態は有給休暇は月曜日や年末年始などに会社指定有給日として自動的に消化される。即ち上記のように外部発表的には有給休暇の消化はあるが、元々休日である日が有給として消化され、それが有給休暇日とされている。それに対し拒否はできず、別途自らの希望で有給休暇の取得を行う申請を行っても基本的に許可されない。
また勤務時間について、定期的に意図して時間外労働を行なっているが、上司の許可なく残業時間や時間外業務が登録できないシステムになっている。システム上登録できないため実態が反映されず外部発表的には残業時間は上記のようになる。
また時には、研修を勤務日として見なさず、休日に業務扱いされずに行われる場合がある。しかし、実際に会議等が行われ、業務とみなされないのが疑問視されていた。
コンプライアンス意識が軽薄で杜撰な労務管理のため、新卒5年定着率が0.0%に近いなどグループ会社の中でも非常に人の出入りが激しいことが問題となった。しかし、経営陣は長年にわたり社員のことを顧みない管理を行っていたため、それにすら危機感を持てず法人が消滅するまで修正されることはなかった。
現在は、株式会社イーオンに吸収合併され、法人格は消滅したが、一つの事業部として存続される中で、これまで行っていた上記のような杜撰な労務管理を改善し、上場企業の子会社として十分な法令遵守を行う必要がでている。
2021年12月、イーオン新潟校の従業員が株式会社イーオンに対し、社内の不正を通報したことを理由に不利益に取り扱ったとして未払い賃金や解雇の撤回を求める訴訟を起こした。
訴訟中、イーオン側は改ざんした資料を証拠として裁判所に提出し、従業員に口止めや金銭交渉を試みたほか、解雇した従業員の画像を虚偽の内容とともに広告に使用していたことも発覚した。
判決では従業員の解雇無効が認められたものの、通報した不正は是正されず次々と問題が判明したため、従業員は被害の拡大を懸念し、2024年10月に同社に対し画像の無断使用と公益通報により損害を受けたとして、新潟地裁に再度の訴訟を提起した。

## テレビCM

### 現在
- 永野芽郁（2019年 - 2022年頃 ）

### 過去の出演者
- 喜多嶋舞（1992年頃）
- 高橋由美子（1994年 - 1995年頃）
- リサ・ステッグマイヤー（1995年 - 1996年頃）
- マライア・キャリー（1998年頃）
- セリーヌ・ディオン（1999年頃） - 当時のキャッチフレーズは「英語は地球語」。
- キャメロン・ディアス（2000年頃）
- ユアン・マクレガー（2001年頃）
- 坂口憲二（2003年 - 2005年頃）
- 水野美紀（2003年 - 2004年頃）
- 加藤あい（2005年 - 2009年頃）
- 平岡祐太（2006年 - 2009年頃）
- 中村勘三郎 (18代目)（2007年 - 2008年頃）
- 天海祐希（2009年 - 2013年頃）
- 石原さとみ（2014年 - 2019年頃）